# Callithea buckleyi
Callithea buckleyi är en fjärilsart som beskrevs av William Chapman Hewitson 1869. Callithea buckleyi ingår i släktet Callithea och familjen praktfjärilar. Inga underarter finns listade i Catalogue of Life.